# Grå randkaktus
Grå randkaktus (Copiapoa cinerea) är en art inom randkaktussläktet och familjen kaktusväxter, som har sin naturliga utbredning i Chile.

## Beskrivning
Grå randkaktus är en klotformad till cylindrisk kaktus som blir 10 till 70 centimeter hög och 6 till 25 centimeter i diameter. Den är alltid mer eller mindre täckt av ett gråvitt ytskikt. Den är uppdelad i 12 till 30 låga rundade åsar som har en antydan till vårtindelning. Längs åsarna sitter raka eller något krökta taggar. Dessa består av 0 till 4 centraltaggar som blir 0,5 till 6 centimeter långa. Runt dessa finns 0 till 12 radiärtaggar som blir upp till 4 centimeter långa. Blommorna är gula och blir 2,5 till 4,5 centimeter i diameter. Frukten blir 0,7 till 1,5 centimeter i diameter.

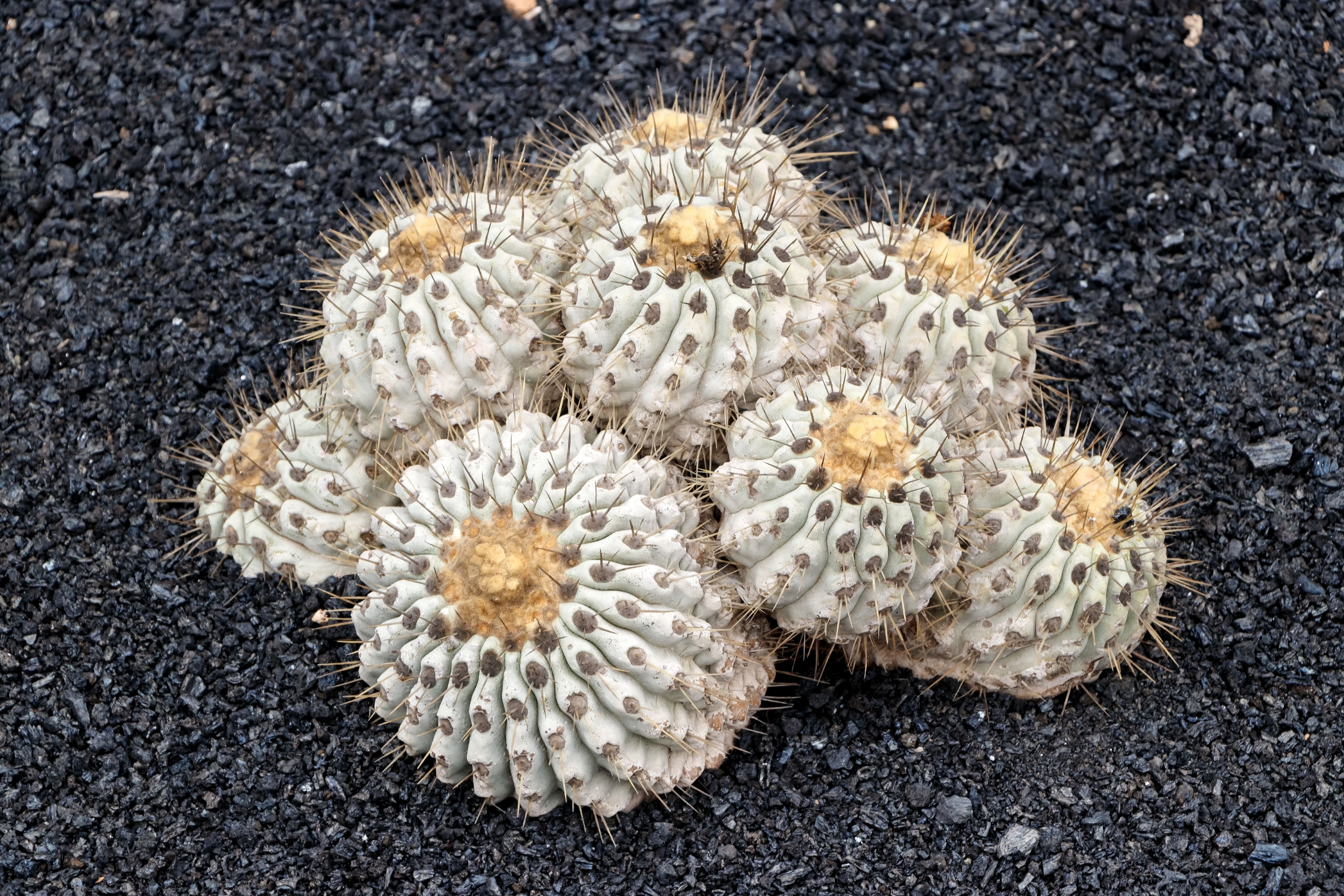
ssp. purpurea

## Underarter
C. cinerea ssp. columna-alba (F.Ritter) D.R.Hunt  2002
Underarten columna-alba är pelarformad, blir upp till 1 meter hög och 20 centimeter i diameter. Den är uppdelad i 27 till 47 åsar.
Orange-ullig randkaktus, C. cinerea ssp. haseltoniana, (Backeb.) N.P.Taylor 1997
Underarten haseltoniana blir upp till 25 centimeter i diameter, är blekgrön i färgen och har brunorange ull på toppen. Den är uppdelad i 14 till 37 rundade åsar, och längs dessa sitter 13 till 16 tunna gulbruna taggar som blir 1 till 4 centimeter långa.

## Synonymer
C. cinerea ssp. cinerea
Echinocactus cinereus Phil. 1860
Copiapoa albispina Backeb. 1959, nom. inval.
C. cinerea ssp. columna-alba
Copiapoa columna-alba F.Ritter 1959
Copiapoa cinerea ssp. columna-alba (F.Ritter) Meregalli 1992, nom. inval.
Copiapoa melanohysthx F.Ritter 1980
Copiapoa gigantea Backeb. 1936
Copiapoa cinerea ssp. gigantea (Backeb.) Slaba 1997
Copiapoa eremophila F.Ritter 1980
C. cinerea ssp. haseltoniana
Copiapoa haseltoniana Backeb. 1956
Copiapoa tenebrosa F.Ritter 1980